# 北傳佛教
北傳佛教，與南傳佛教相對，在佛教史上，根據佛教由印度中心向外傳播的方向，而做出的佛教傳統分類。由印度經過中亞，再往中國、東北亞一帶傳播，以及由印度傳至西藏的佛教傳統，稱為北傳佛教；由印度傳往錫蘭島，之後經緬甸、印尼傳播至南亞、東南亞與中国云南地区的佛教傳統，稱為南傳佛教。
北傳佛教依地域，又可分成漢傳佛教、藏傳佛教等，以大乘佛教為主。有學者認為應將日本佛教從漢傳佛教中分出單立。
在歷史上，漢傳佛教同時受到北傳佛教與南傳佛教的影響，但以北傳佛教的影響力較大，南傳佛教只在雲南等地流傳。藏傳佛教興起較晚，同時受到印度佛教與漢傳佛教影響，主要由印度傳播而來，以密宗為主流。
南傳佛教則以上座部佛教為主。

## 分類

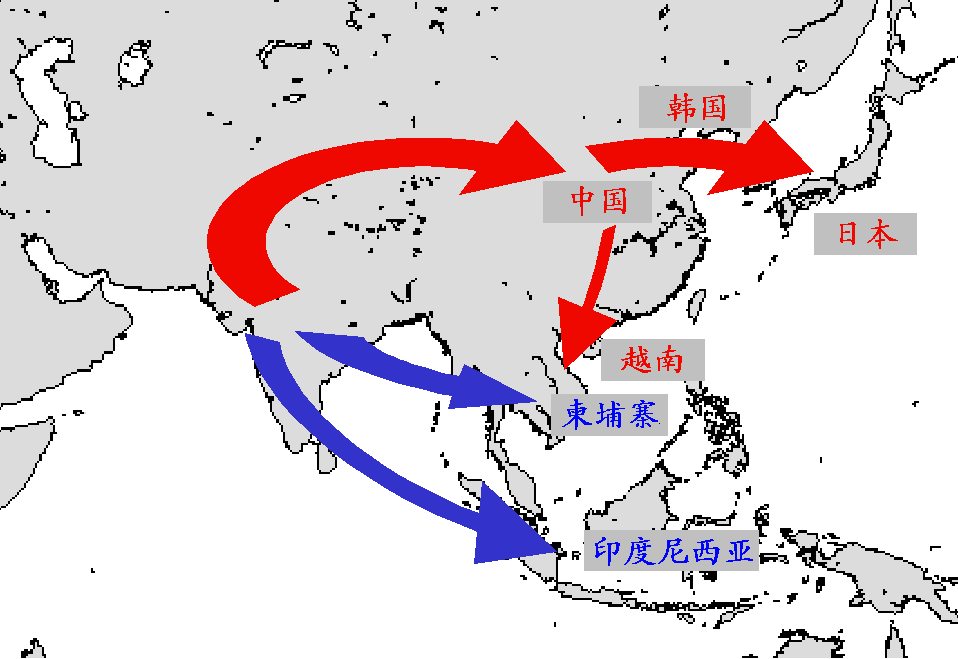
顏色註解：
紅：藏传佛教出现前的北传佛教（即后世的汉传佛教）传播路线图
藍：南传佛教传播路线图

北傳佛教其下有：
- 漢傳佛教
  - 日本佛教
  - 朝鲜佛教
  - 越南佛教
- 藏傳佛教

南傳佛教現今主要以上座部佛教為主。

## 外部連結
- 阿含經在线 南北传經藏对读